# Esgrima nos Jogos Pan-Americanos de 2023
As competições de esgrima nos Jogos Pan-Americanos de 2023 em Santiago, no Chile, foram realizadas de 30 de outubro a 4 de novembro de 2023 no Centro de Esportes Paralímpicos, localizado no cluster do Estádio Nacional.
No total, foram realizados doze eventos, seis para cada gênero, divididos nas disciplinas de espada, florete e sabre; em cada uma, houve um evento individual e por equipes.

## Qualificação
Até 162 esgrimistas poderiam se qualificar para competir, com um mínimo de 156. Cada CON poderia inscrever até 18 atletas (nove por gênero), a não ser que tenham classificado atletas através dos Jogos Pan-Americanos Júnior de 2021. Os medalhistas de ouro nas provas individuais em Cali receberam vagas nominais aos Jogos Pan-Americanos de 2023. Caso esses atletas não participem, a vaga foi perdida e não podia ser transferida para outro CON ou competidor. As sete melhores equipes no Campeonato Pan-Americano de Esgrima de 2022, juntamente aos dois melhores atletas não classificados nas provas por equipe, se classificaram para a respectiva prova por gênero. 
O país-sede, Chile, classificou automaticamente o número máximo de esgrimistas (18). Um máximo de dois competidores por CON poderiam participar das provas individuais. Apenas os CONs vencedores em Cali tiveram a vantagem de competir com três esgrimistas na prova individual, caso tenham classificado a equipe do respectivo evento.

## Nações participantes
Um total de 16 CONs qualificaram esgrimistas. O número de competidores classificados está em parênteses.
- ARG Argentina (18)
- BRA Brasil (18)
- CAN Canadá (18)
- CHI Chile (19)
- COL Colômbia (18)
- CRC Costa Rica (3)
- CUB Cuba (4)
- ECU Equador (1)
- USA Estados Unidos (16)
- ISV Ilhas Virgens Americanas (1)
- MEX México (16)
- PAN Panamá (1)
- PAR Paraguai (1)
- PER Peru (6)
- PUR Porto Rico (3)
- VEN Venezuela (16)

## Medalhistas
Masculino
| Evento                       | Ouro                                                               | Prata                                                         | Bronze                                                        |
| ---------------------------- | ------------------------------------------------------------------ | ------------------------------------------------------------- | ------------------------------------------------------------- |
| Espada individual detalhes   | Dylan French CAN Canadá                                            | Pablo Núñez CHI Chile                                         | Alexandre Camargo BRA Brasil                                  |
| Espada individual detalhes   | Dylan French CAN Canadá                                            | Pablo Núñez CHI Chile                                         | Francisco Limardo VEN Venezuela                               |
| Espada por equipes detalhes  | Curtis McDowald Samuel Imrek Samuel Larsen USA Estados Unidos      | Nicholas Zhang Fynn Mansbridge-Fafard Dylan French CAN Canadá | Jesús Lugones Alessandro Taccani Agustín Gusmán ARG Argentina |
| Florete individual detalhes  | Nick Itkin USA Estados Unidos                                      | Miles Chamley-Watson USA Estados Unidos                       | Guilherme Toldo BRA Brasil                                    |
| Florete individual detalhes  | Nick Itkin USA Estados Unidos                                      | Miles Chamley-Watson USA Estados Unidos                       | Augusto Servello ARG Argentina                                |
| Florete por equipes detalhes | Gerek Meinhardt Nick Itkin Miles Chamley-Watson USA Estados Unidos | Maximilien Van Haaster Blake Broszus Patrick Liu CAN Canadá   | Pedro Marostega Guilherme Toldo Henrique Marques BRA Brasil   |
| Sabre individual detalhes    | Andrew Doddo USA Estados Unidos                                    | Eliécer Romero VEN Venezuela                                  | Fares Arfa CAN Canadá                                         |
| Sabre individual detalhes    | Andrew Doddo USA Estados Unidos                                    | Eliécer Romero VEN Venezuela                                  | Shaul Gordon CAN Canadá                                       |
| Sabre por equipes detalhes   | François Cauchon Shaul Gordon Fares Arfa CAN Canadá                | Josef Cohen Andrew Doddo Filip Dolegiewicz USA Estados Unidos | Abraham Rodríguez Eliécer Romero José Quintero VEN Venezuela  |

Feminino
| Evento                       | Ouro                                                                    | Prata                                                     | Bronze                                                        |
| ---------------------------- | ----------------------------------------------------------------------- | --------------------------------------------------------- | ------------------------------------------------------------- |
| Espada individual detalhes   | Clara Isabel Di Tella ARG Argentina                                     | María Luisa Doig PER Peru                                 | Analía Fernández CHI Chile                                    |
| Espada individual detalhes   | Clara Isabel Di Tella ARG Argentina                                     | María Luisa Doig PER Peru                                 | Ruien Xiao CAN Canadá                                         |
| Espada por equipes detalhes  | Amanda Simeão Nathalie Moellhausen Victoria Vizeu BRA Brasil            | Alexanne Verret Ruien Xiao Leonora MacKinnon CAN Canadá   | Eliana Lugo Lizzie Asis María Gabriela Martínez VEN Venezuela |
| Florete individual detalhes  | Lee Kiefer USA Estados Unidos                                           | Eleanor Harvey CAN Canadá                                 | Mariana Pistoia BRA Brasil                                    |
| Florete individual detalhes  | Lee Kiefer USA Estados Unidos                                           | Eleanor Harvey CAN Canadá                                 | Jessica Guo CAN Canadá                                        |
| Florete por equipes detalhes | Jacqueline Dubrovich Lee Kiefer Zander Rhodes USA Estados Unidos        | Jessica Guo Sabrina Fang Eleanor Harvey CAN Canadá        | Nataly Michel Denisse Hernández Melissa Rebolledo MEX México  |
| Sabre individual detalhes    | Magda Skarbonkiewicz USA Estados Unidos                                 | Maia Chamberlain USA Estados Unidos                       | Julieta Toledo MEX México                                     |
| Sabre individual detalhes    | Magda Skarbonkiewicz USA Estados Unidos                                 | Maia Chamberlain USA Estados Unidos                       | Leidis Veranes CUB Cuba                                       |
| Sabre por equipes detalhes   | Maia Chamberlain Magda Skarbonkiewicz Alexis Anglade USA Estados Unidos | Pamela Brind'Amour Marissa Ponich Tamar Gordon CAN Canadá | Natalia Botello Diana González Julieta Toledo MEX México      |

## Quadro de medalhas
| Ordem | País               | Medalha de ouro | Medalha de prata | Medalha de bronze |    |
| ----- | ------------------ | --------------- | ---------------- | ----------------- | -- |
| 1     | USA Estados Unidos | 8               | 3                |                   | 11 |
| 2     | CAN Canadá         | 2               | 6                | 4                 | 12 |
| 3     | BRA Brasil         | 1               |                  | 4                 | 5  |
| 4     | ARG Argentina      | 1               |                  | 2                 | 3  |
| 5     | VEN Venezuela      |                 | 1                | 3                 | 4  |
| 6     | CHI Chile          |                 | 1                | 1                 | 2  |
| 7     | PER Peru           |                 | 1                |                   | 1  |
| 8     | MEX México         |                 |                  | 3                 | 3  |
| 9     | CUB Cuba           |                 |                  | 1                 | 1  |
| TOTAL | TOTAL              | 12              | 12               | 18                | 42 |